# Берег-Юрдя
Берег-Юрдя (якут. Биэрэк Үрдэ) — село в Оймяконском улусе Республики Саха (Якутия) России. Входит в состав Борогонского 1-го наслега.

## География
Село находится в восточной части Якутии, в пределах Оймяконской впадины, в левобережной части долины реки Индигирки, на расстоянии примерно 124 километров (по прямой) к юго-юго-западу (SSW) от посёлка городского типа Усть-Нера, административного центра улуса.
Климат
Климат характеризуется как резко континентальный, с продолжительной и чрезвычайно холодной зимой. Средняя температура воздуха самого тёплого месяца (июля) составляет 8 — 19 °C; самого холодного (января) — −41 — −51 °C. Среднегодовое количество атмосферных осадков составляет 150—200 мм.
Часовой пояс
Село Берег-Юрдя находится в часовой зоне МСК+7. Смещение применяемого времени относительно UTC составляет +10:00.

## Население
| 2002 | 2010 | 2021 |
| ---- | ---- | ---- |
| 299  | ↘178 | ↗195 |

Половой состав
По данным Всероссийской переписи населения 2010 года в гендерной структуре населения мужчины составляли 55,6 %, женщины — соответственно 44,4 %.
Национальный состав
Согласно результатам переписи 2002 года, в национальной структуре населения якуты составляли 96 %.

## Улицы
Уличная сеть села состоит из двух улиц.